# José Ruiz Sánchez
José Ruiz Sánchez (Villafranca de Córdoba, Còrdova, 19 d'octubre de 1980) és un ciclista espanyol, professional des del 2005 fins al 2009.
En el seu palmarès només destaca una victòria d'etapa en la cursa amateur de la Volta a Palència l'any 2003.

## Palmarès

### Resultats a la Volta a Espanya
- 2007. 56è de la classificació general
- 2008. 53è de la classificació general
- 2009. 118è de la classificació general